# Giorgia Villa
Giorgia Villa (Ponte San Pietro, 23 de febrero de 2003) es una deportista italiana que compite en gimnasia artística.
Participó en los Juegos Olímpicos de París 2024, obteniendo una medalla de plata en la prueba por equipos (junto con Angela Andreoli, Alice D'Amato, Manila Esposito y Elisa Iorio).
Ganó una medalla de bronce en el Campeonato Mundial de Gimnasia Artística de 2019 y dos medallas en el Campeonato Europeo de Gimnasia Artística, en los años 2022 y 2023.

## Palmarés internacional
| Juegos Olímpicos   | Juegos Olímpicos     | Juegos Olímpicos  | Juegos Olímpicos     |
| Año                | Lugar                | Medalla           | Prueba               |
| ------------------ | -------------------- | ----------------- | -------------------- |
| 2024               | París (Francia)      | Medalla de plata  | Concurso por equipos |
| Campeonato Mundial |                      |                   |                      |
| Año                | Lugar                | Medalla           | Prueba               |
| 2019               | Stuttgart (Alemania) | Medalla de bronce | Concurso por equipos |
| Campeonato Europeo |                      |                   |                      |
| Año                | Lugar                | Medalla           | Prueba               |
| 2022               | Múnich (Alemania)    | Medalla de oro    | Concurso por equipos |
| 2023               | Antalya (Turquía)    | Medalla de plata  | Concurso por equipos |